# Scipio (Indiana)
Scipio est une census-designated place située dans le comté de Jennings, dans l’État de l'Indiana, aux États-Unis. Lors du recensement de 2020, elle compte 197 habitants.